# Olivénite
L’olivénite est un minéral composé d'arséniate de cuivre de formule Cu2AsO4(OH), cristallisant dans le système cristallin orthorhombique.
 
Elle est classée de dureté 3 dans l'échelle de Mohs et sa densité est de 4,2.

Sa dénomination fait allusion à sa couleur vert olive.

## Gisement
Minerai assez rare, de la famille des arséniates. 

## Principaux gisements
En Europe, elle se trouve au Royaume-Uni dans les Cornouailles, en Slovaquie (Lubietova), en Russie (Nijnij Taghil), en Grèce (Lavrion) ou en Allemagne (Oberwolfach), en France (mine de Cap Garonne).